# خاوی سانچز (بازیکن فوتبال)
خاوی سانچز (انگلیسی: Javi Sánchez؛ زادهٔ ۱۴ مارس ۱۹۹۷) بازیکن فوتبال اهل اسپانیا است.
از باشگاه‌هایی که در آن بازی کرده‌است می‌توان به باشگاه فوتبال رئال وایادولید، باشگاه فوتبال رئال مادرید کاستیا، و باشگاه فوتبال رئال مادرید اشاره کرد.
وی همچنین در تیم ملی فوتبال زیر ۱۹ سال اسپانیا بازی کرده‌است.